# Appendicula rostellata
Appendicula rostellata är en orkidéart som beskrevs av Johannes Jacobus Smith. Appendicula rostellata ingår i släktet Appendicula och familjen orkidéer. Inga underarter finns listade i Catalogue of Life.